# Аборти в Угорщині

Правовий статус абортів у світі:
Легальний
Легальний при зґвалтуванні та за медико-соціальними показниками
Легальний у випадках (або заборонений, окрім випадків) зґвалтування, медико-соціальних протипоказань
Заборонений, окрім випадків зґвалтування та медико-соціальних протипоказань
Заборонений, окрім випадків загрозі життю жінки та наявності психічних і патологічних протипоказань
Заборонений без виключень
Відмінності за регіонами
Відсутні дані

Аборти в Угорщині дозволено без винятків 1953 року. Розширення законів про аборти в 1956, 1973 і 1992 роках створили Угорщині репутацію країни з одним із найліберальніших законодавств про аборти в Європі. Хоча й жінки зобов'язані одержати дозвіл від комітету для здійснення аборту, але закон описує різні гіпотетичні ситуації, які дозволяють проведення абортів, завдяки чому запит перетворився на просту формальність.
Комітет не може відмовити у дозволі, якщо вагітність триває не більш як 12 тижнів і становить «серйозну кризову ситуацію» для жінки. 1998 року Верховний суд Угорщини зажадав визначення терміна «серйозна кризова ситуація», оскільки існує побоювання, що жінки, які проходять процедуру, насправді можуть не перебувати в «кризі», а якщо у них справді цей стан, то щоб могли отримати психіатричну допомогу після аборту. 29 червня 2009 міністерство охорони здоров'я визначило «серйозну кризову ситуацію» як «таку, що призводить до тілесних ушкоджень, психічного розладу або соціально неприйнятної ситуації».
Нова конституція Угорщини, яка набрала чинності в 2011 році, постановила, що людське життя охороняється з моменту зачаття, а це могло призвести до обмежень на аборти, хоча відтоді закони про аборти так і не змінилися.
У 2012 році за ініціативою уряду прем'єр-міністра Віктора Орбана в конституцію внесено положення про повний захист людського життя. 
Станом на 2010 рік кількість абортів становила 19,4 на тисячу жінок віком від 15 до 44 років
.